# Harvard Divinity School
La Harvard Divinity School (HDS) è il dipartimento di teologia dell'Università di Harvard, a Cambridge, nel Massachusetts (Stati Uniti d'America).

## Storia
La Harvard Divinity School viene fatta risalire al 1636, anno di fondazione dell'Harvard College: un'importante istituzione di stampo puritano e congregazionalista a cui aderirono diversi ministri. La Divinity School venne invece fondata nel 1816 e risulta essere la più antica scuola di teologia aconfessionale degli USA. Benché abbia sempre avuto legami storici con la Chiesa unita di Cristo, di chiara impronta congregazionalista, durante il suo primo secolo di attività, la Harvard Divinity School seguiva un'ideologia unitarista. Nel corso del diciottesimo secolo, le teorie dell'illuminismo influenzarono le idee dei ministri congregazionalisti creando delle tensioni fra loro e i più tradizionalisti calvinisti dell'istituto. Quando l'Hollis Chair of Divinity David Tappan e il presidente della Harvard Joseph Willard morirono rispettivamente nel 1803 e nel 1804, Jedidiah Morse, il sorvegliante del college, volle far sì che la scuola fosse amministrata da uomini ortodossi. A partire dal 1805, anno in cui venne eletto l'unitarista Henry Ware, la Harvard University School abbandonò ogni tendenza calvinista per seguire un indirizzo liberista e arminiano. Ware fece eleggere Samuel Webber in qualità di presidente della scuola, il che spinse Morse e altri conservatori a fondare l'Andover Theological Seminary, un'alternativa ortodossa alla Divinity School.